# ナインティナイン
ナインティナイン（英: NINETY-NINE）は、吉本興業（東京本社）所属のお笑いコンビ。1990年4月結成。NSC大阪校9期生。略称は「ナイナイ」「99」。

## メンバー
岡村 隆史（おかむら たかし、1970年7月3日 - ）（55歳）
大阪府大阪市東淀川区出身。
ボケ・ネタ作り担当、立ち位置は向かって右。
矢部 浩之（やべ ひろゆき、1971年10月23日 - ）（53歳）
大阪府吹田市出身。
ツッコミ担当、立ち位置は向かって左。

## 来歴

### 素人時代
大阪府立茨木西高等学校サッカー部の先輩後輩として出会う。岡村（当時高1）は矢部の兄・矢部美幸（当時高2）とサッカー部の先輩後輩で面識があり、自宅へ招かれたところに後の相方となる矢部（当時中3）がいたのが初対面となる。後に矢部が同じ高校のサッカー部へ所属し、練習中に矢部から岡村に「岡村さん、『夕やけニャンニャン』って見てはります? 僕あれ観てるとドキドキするんですよ」と話しかけたのが初めて交わした会話である。
サッカーのプロを目指していた矢部であったが、志半ばで断念。進路で悩んでいた中で昔からお笑いが好きであったことや、矢部の兄・美幸が吉本総合芸能学院（NSC）に入学したのがきっかけで芸人を志すようになった。そこで当時浪人生であった岡村を誘ってみると、「大学に合格できたら」という条件付きで承諾される。それから1年が経過した1990年、岡村が立命館大学経済学部第二部に合格したため改めて矢部からの誘いを承諾。ある日、「お笑い芸人になるからには笑いの聖地を見学しに行こう」という理由でなんばグランド花月に2人とも足を運んだところ、その日がたまたまNSC入学希望者の二次面接の日で矢部が願書の提出を忘れていたことが発覚。当時の担当者だった大﨑洋（現・吉本興業ホールディングス会長）にNSC入学希望の旨を伝え、当初は門前払いされたものの面接終了まで待ち続けて頼み込み何とか入学の許可が下りた。そして2人は、NSCへ9期生として入学する。

### NSC在学 〜 プロデビュー
コンビ結成時に初めて作ったネタでは岡村がツッコミ、矢部がボケを担当していた。しかしNSCでの最初の「ネタ見せ」の授業で、当時のNSC講師だった漫才作家の本多正識から「（ボケとツッコミが）逆やろ」と指摘されたため役割を交代している。
NSC在学中、NSC生が参加したお笑いのコンテスト「2丁目アマチュア大会」で優勝し、優勝特典である吉本が運営している心斎橋筋2丁目劇場の舞台出演権を獲得。しかしその直後、先輩である宮迫博之（元雨上がり決死隊）や矢部の兄・美幸から「授業料はほとんど払わなかったけど許してもらえた」という経歴を聞いていた2人は、NSCを授業料未納のままで乗り切ろうとしていたものの岡村曰く「自分たちの年から授業料未納に対する扱いが厳しくなった」らしく、2人とも授業料未納によりNSC除籍処分を通告される。2丁目劇場の舞台出演権を獲得しながらもNSCを退学させられたのを報告するため、2丁目劇場の支配人であった木山幹雄の下を訪れたところ木山の厚意により2丁目劇場の舞台へ立つことを許可される。NSCサイドから「なぜクビになった2人が出演しているんだ」とクレームが寄せられたが、木山は「うちらは面白い芸人をつくるのが仕事です。面白いヤツは出します」などとフォロー。最終的にNSCサイドから「ナインティナインを引き続き出演させる代わりに、NSC出身のへびいちごも出演させる」という条件を木山が受け入れる形で、2人は舞台に出演し続けられた。
以降も舞台への出演を続け、NSC9期出身として吉本所属の芸人となる。

### 東京進出後
1991年、吉本の若手コンビ6組で構成されるユニット「吉本印天然素材」に加わり東京進出。1992年には第13回ABCお笑い新人グランプリ最優秀新人賞を受賞、頭角を現す。程なくして当時人気番組であった『ねるとん紅鯨団』（フジテレビ系）の芸能人大会にコンビで出演した頃から人気・知名度が急上昇。
1992年に『新しい波』から選抜され、1993年には『とぶくすり』が放送開始。
1994年、「天素」から脱退。理由としては岡村曰く「ミーハーな女性ファンの多さに危機感を持った」とのこと。その後、本格的に活動拠点を東京へ移す。東京本格進出1年目の1994年には放送時間こそバラバラなものの、『ナインティナインのオールナイトニッポン』『ぐるぐるナインティナイン』『ジャングルTV 〜タモリの法則〜』と関東放送番組3つのレギュラーを務めた。途中で『銀BURA天国』のメインMCにも抜擢されていたが、とぶくすり内の「うのうの団」ですぐ終わったと述べていた。
1995年に『森田一義アワー 笑っていいとも!』のレギュラー、『めちゃ2モテたいッ!』『ASAYAN』が放送開始。1996年10月に『めちゃ2イケてるッ!』が放送開始。1997年〜1999年『ナイナイナ』放送開始。このうち、『ナインティナインのオールナイトニッポン』『ぐるナイ』『めちゃイケ』の3番組については以後15年以上続くロングランの番組となっている。
1999年にはゴロ合わせで「ナイナイの年」と銘打ち、映画出演や多数のライブイベントなどを精力的に熟した。
2004年、中居正広と共に『FNS27時間テレビ めちゃ2オキてるッ! 楽しくなければテレビじゃないじゃ～ん!!』の総合司会を務めた。岡村はこの番組の企画においてボクシングに挑戦、本番では具志堅用高と対戦した。
2010年、岡村が7月15日から体調不良を理由に休養を発表。休養期間中のコンビ活動は休止となり、レギュラー番組には矢部が単独で出演していた。岡村は約5ヶ月後の11月27日放送（24日収録）の『めちゃ²イケてるッ!』にて復帰。以後はその他の番組にも順次復帰を果たしている。
2011年2月26日放送『めちゃイケ』ナインティナイン結成20周年記念SP内で、宣材写真を撮り直した。
2011年6月5日放送『爆笑!大日本アカン警察2時間スペシャル』で、ダウンタウン（松本人志・浜田雅功）と14年ぶりの共演を果たす。
2011年、中居正広と共に『FNS27時間テレビ めちゃ2デジッてるッ! 笑顔になれなきゃテレビじゃないじゃ〜ん!!』の総合司会を務めた。矢部はこの番組の企画において100kmマラソンに挑戦した。
2013年3月27日、矢部が予てから交際していた元TBSアナウンサーでフリーアナウンサーの青木裕子と入籍。
2014年9月25日、『ナインティナインのオールナイトニッポン』終了、20年半と長い歴史に幕を閉じたとともに歴代最長記録を保持している。翌週10月2日から岡村のみとなり『ナインティナイン岡村隆史のオールナイトニッポン』が放送開始。
2015年、『FNS27時間テレビ めちゃ2ピンチってるッ! 1億2500万人の本気になれなきゃテレビじゃないじゃ〜ん!!』の総合司会を中居正広と共に務めた。
2018年3月31日、『めちゃイケ』放送終了。これによりコンビでのレギュラー番組は単発を除けば『ぐるナイ』のみとなった。
2020年5月14日、『ナインティナインのオールナイトニッポン』放送再開。コンビ結成30周年を迎える。
2020年9月10日の 『ぐるぐるナインティナイン 2時間SP』で、15年ぶりにネタを披露。
2020年10月22日放送の『ナインティナインのオールナイトニッポン』内で、岡村が30代の一般人女性との結婚を報告した。これにより、コンビで既婚者となった。
2023年10月11日、およそ5年半振りにコンビでの新レギュラー番組『週刊ナイナイミュージック』放送開始。

## 備考

### コンビ名の由来
岡村によると、コンビ名の由来は岡村が嗜んでいたブレイクダンスの技の1つである「1990（ナインティーンナインティ）」から引用した。「NSC9期出身の2人だから」という説は後付けとしている。

### 芸風
初期は舞台を中心にコントや漫才を行っていた。岡村の全身を使ったダイナミックなボケと、矢部の「〜じゃないスか」などの冷静な「敬語ツッコミ」が特徴的。岡村が「身長はひゃく○○じゅっ○○センチです」とゴマかす「チビネタ」等も多かった。ねるとん出演時にて、チビネタがとんねるず（石橋貴明・木梨憲武）にハマっていた。
前述の通り結成当初は岡村がツッコミで矢部がボケであったがそれは矢部が先輩である岡村に変なこと（ボケ）をさせるのは後輩として失礼だという考えがあったためである。矢部曰くお互いに役割が逆だと薄々勘付いていたとのこと。
大阪から東京に活動の場を移してからはテレビのバラエティ番組をメインに活動している。岡村が常識的なことをあえて知らないフリをしたり勘違いしたまま暴走し、それを矢部が軽くツッコみながらも岡村を泳がす「勘違いボケ」などを得意としている。
ネタ作りは岡村が担い、仕切りや司会などは矢部が担当している。仕事の比率で言えば岡村の仕事量の負担が多く、ネタを考える岡村の横において矢部が新聞や週刊誌を読んで休んでいることでケンカが頻繁にあった。矢部は岡村が苦手としている仕切りや司会の仕事を矢部が練習もせず見事に熟すこと、岡村の真面目にネタを考え笑いに真剣に取り組んでいる部分、お互いに長所・短所をカバーしてコンビのバランスを取っている。

### お笑いを目指すきっかけ
立命館大学に在学中は国家公務員を目指していた岡村だったが、それは「安定した職についてほしい」という父の勧めによるものであった。矢部の誘いをきっかけに「俺は親父の敷いたレールの上を歩いていただけやった」（岡村談）と思い直し、お笑いへの方向転換を決意したという。
当時の岡村の父は「隆史をヤクザの世界に誘いおって、矢部を絶対に許さへん!」と大激怒し、矢部が岡村の家に遊びに行っても一切口を利いてくれなくなった。岡村が休養したのをきっかけに矢部は岡村の父から「矢部さん、本当に隆史を見捨てんといて下さい」と言われ、2人はメールでやり取りをする仲にまで進展したのを元マネージャーとの対談で語っている。

### マネージャー
ナイナイ担当の歴代マネージャーはあだ名を付けられるのが恒例になっている。その命名は何故か有野晋哉（よゐこ）。特にキャラクターが特徴的な人物は『ナインティナインのオールナイトニッポン』で面白いエピソードとして語られるため、リスナーにもネタにされることが多い。
歴代マネージャーのあだ名には、河内マン（河内）・坪倉大臣（ツボクレンジャー、坪倉）・磯塚センターフライ（磯塚）・イトックス（伊藤）・なかなかじま（中島）・お茶子さん（中村）・満喫太郎（織田）・サトスター（佐藤）・居眠り姫（古瀬）・アジアンビューティー（土橋）・大森二等兵（大森）・ジム大谷（大谷）・なうかど（今門）・新車車谷（車谷）などがある。
新しいマネージャーが付いた際に、大阪時代のマネージャーが矢部のファンに手を出して吉本をクビになった旨がオールナイトニッポンで半ばお約束として語られる。
ナイナイのオールナイトニッポンでよくマネージャーイジりをしていた。坪倉が野猿で唯一女性ボーカルで一度だけ参加したCA（荒井千佳）との入籍を「嫁が野猿」とイジったり、アナウンサーの内田恭子が週刊誌に「吉本のマネージャーKと熱愛（のちに結婚）」を岡村に「河内マンだと思う」と言われたが、矢部に「（河内マネージャーが）体型ちゃうし、河内は角刈りやん!」とイジられた。

### ナイナイ会議
ナイナイが今後どのような活動をしてゆくのか、壁にぶち当たった時などに2人だけで会議が行われている。テレビやラジオで会議が行われる場合もあるが、それ以外に他人から知られたくない議題は主にメールで行うことになっている。年齢と共に仕事への向き合い方での修正や活躍の仕方、コンビでの活動などが話し合われる。

## 受賞歴

### 漫才
- 1991年 : 第12回今宮子供えびすマンザイ新人コンクールこども大賞受賞。
- 1992年 : 第13回ABCお笑い新人グランプリ最優秀新人賞受賞。
  - 受賞後、司会の桂三枝（現・六代目桂文枝）にインタビューされ岡村は号泣。また当時の矢部は舞台衣装がなく、2期先輩である蛍原徹（元雨上がり決死隊）からジャケットを借りて挑んだ。
- 1993年 : 第22回上方お笑い大賞銀賞受賞。

### 映画
- 1997年 : 『岸和田少年愚連隊』（監督は井筒和幸）で第39回ブルーリボン賞 新人賞・作品賞を受賞。
- 1999年 : 『メッセンジャー』で矢部が第23回日本アカデミー賞 話題賞・俳優部門受賞。
- 1999年 : 岡村主演の香港映画『無問題（モーマンタイ）』で第23回日本アカデミー賞 話題賞・作品部門を受賞。
- 2011年 : 『てぃだかんかん〜海とサンゴと小さな奇跡〜』で岡村が第34回日本アカデミー賞話題賞・俳優部門受賞。

### テレビ
- 1993年 : 第13回『ビートたけしのお笑いウルトラクイズ』で岡村が新人賞を受賞。

## 出演

### テレビ番組

#### 現在の出演番組
レギュラー番組
- ぐるぐるナインティナイン（1994年4月 - 、日本テレビ）- MC[8][注 2]
- 週刊ナイナイミュージック（2023年10月 - 、フジテレビ）- MC

#### 過去の出演番組
レギュラー番組
- 吉本印天然素材（1991年 - 1994年、日本テレビ）
- ヒューヒュー（1992年10月 - 1993年7月、日本テレビ）
- 新しい波 → とぶくすり → とぶくすりZ → 殿様のフェロモン → めちゃ2モテたいッ!（『めちゃイケ』の前身、1992年10月 - 1996年9月、フジテレビ）
- ピッカピカ天然素材!（1994年、TBS）
- 銀BURA天国（1994年4月 - 9月、テレビ東京）
- ワイド!!ABCDE〜す（1994年、朝日放送）
- 超天然銀座（1994年、テレビ朝日）
- 学校では教えてくれないこと!!（1994年11月 - 1995年9月、フジテレビ）
- 浅草橋ヤング洋品店 → ASAYAN（1992年 - 2002年、テレビ東京）
- ジャングルTV 〜タモリの法則〜 → タモリのグッジョブ!胸張ってこの仕事（1994年4月 - 2003年3月、毎日放送）
- 今田耕司のシブヤ系うらりんご（1995年4月 - 9月、フジテレビ）
- 急性吉本炎 → 慢性吉本炎（1995年4月 - 1996年3月、TBS）
- 森田一義アワー 笑っていいとも!（1995年10月 - 1997年3月、フジテレビ）
  - 笑っていいとも!増刊号（1995年10月 - 1997年3月）
- チャンネル99 → Q99 → Q99II → ナイナイナ（1995年4月 - 1999年3月、テレビ朝日）- 司会
- めちゃ2イケてるッ!（1996年10月 - 2018年3月 、フジテレビ）- メインキャスト[8]
- ナイナイサイズ!（2000年10月 - 2007年9月、日本テレビ）- MC
- ディスカバ!99 → ぶっちゃけ!99（2003年4月 - 2005年3月、TBS）- MC
- 99プラス（2007年10月 - 2010年3月、日本テレビ）- MC
- もてもてナインティナイン（2011年11月 - 2014年3月、TBS）- MC[8]
- 解決!ナイナイアンサー（2012年10月 - 2017年3月、日本テレビ）- MC[8]
- 「それってどんなヒト?」捜査バラエティ Gメン99（2014年4月 - 9月、TBS）- MC
- 世界のどっかにホウチ民（2015年4月 - 9月、TBS）- MC
- ビートたけしのスポーツ大将第3期（2017年11月 - 2018年9月16日、テレビ朝日系）- MC[8]

特番
現在
- ぐるナイおもしろ荘SP（2012年1月1日 - 、日本テレビ）- MC
- ENGEIグランドスラム（2015年5月30日 - 、フジテレビ）- MC[8]
- THE MANZAI マスターズ（2015年12月20日 - 、フジテレビ）- MC[8]
- 鶴瓶・ナイナイ 元祖英語禁止ボウリングダイジェスト（2021年1月3日、テレビ朝日）- MC
  - 鶴瓶&ナイナイの体当たりカレンダー2022 スペシャルダイジェスト版（2022年1月3日、テレビ朝日）- MC
  - 鶴瓶&ナイナイのちょっとあぶないお正月 ダイジェスト版（2023年1月4日 - 、テレビ朝日）- MC
- 〜手書きMAPで街探検〜 地図にナイナイTOWN（2022年10月21日 - 、テレビ朝日）

過去
- オールザッツ漫才（1990年12月7日・1991年12月、毎日放送）- 1990年は「矢部・岡村」、1991年は「99」という表記で出演していた。
- 明石家さんまのスポーツするぞ!大放送（1993年8月14日 - 1997年12月4日、フジテレビ）
- スーパークイズスペシャル（1994年3月30日 - 1999年9月15日、日本テレビ）- コーナーMC
- 今田東野ナイナイの芸能界ダメなら脱がねば（1994年10月1日、フジテレビ）- アシスタント
- ナインティナインちょっとだけ背のびスペシャル!!（1994年12月25日、日本テレビ）- 司会
- 雅・ナイナイのはまってみたいコギャル殺し油地獄（1994年12月26日、フジテレビ）- 司会
- お正月ファミリースペシャル「ナインティナイン'95修業時代」（1995年1月3日、関西テレビ）
- ナインティナインのなんでも探したろか!スペシャル（1995年3月21日、TBS）- 司会
- 笑っていいとも!特大号（1995年12月25日・1996年12月25日、フジテレビ）
  - 笑っていいとも! グランドフィナーレ 感謝の超特大号（2014年3月31日、フジテレビ）
- ナイナイの出世街道! モテさせてくれてありがとうSP!!（1996年9月28日、フジテレビ） - 司会
- 新春超対決! アッコVSナイナイちょべり暴露輝く芸能界ウラのウラ（1997年1月2日、読売テレビ） - 司会
- 志村けんのバカ殿様（1997年1月7日・1998年9月17日、フジテレビ）- 城下の農民
- ザッツお台場エンターテイメント!第5夜 主題歌の38年「ナイナイの歌う新社屋」（1997年4月4日、フジテレビ）- 司会
- 27時間チャレンジテレビ（1997年11月8日、テレビ朝日）- 「ナイナイナ」MC
- ナイナイのNGハプニング!スペシャル（1997年12月26日 - 2000年12月31日、日本テレビ）- 司会
- 志村&鶴瓶のあぶない交遊録（1998年1月2日 - 2019年1月2日、テレビ朝日）- 志村・鶴瓶VSナイナイ英語禁止ボウリング 出演
- ナイナイ&キャイ〜ンのお笑い西遊記SP（1998年4月3日、日本テレビ）
- 強力!木スペ120分「さんま・ナイナイのフランスW杯熱烈応援スペシャル」（1998年6月4日、フジテレビ）
- ナイナイ世紀のタイムスリップショー（1999年4月5日、テレビ朝日）- MC
- ナイナイ&キャイ〜ンのトーク番組（1999年9月28日 - 2001年9月26日、日本テレビ）- MC
- ナイナイの日本男児コンテストいい男祭りSP（1999年10月14日、テレビ朝日）- 司会
- 夫が知らナイ危ナイ主婦たち転落（1999年11月29日、テレビ東京）- 司会
- ナイナイのウルトラご長寿（1999年12月28日、TBS）- 司会
- めちゃ2あいしてるッ!（1999年12月31日 - 2000年1月1日、フジテレビ）- 司会
- ナインティナインのラジオ体操（2000年4月8日 - 10日、テレビ朝日）
- ナインティナインだ!!新番組をやらせろスペシャル（2000年4月6日・10月12日、テレビ朝日）- MC
- 24時間テレビ 愛は地球を救う23（2000年8月19日・20日、日本テレビ）- 番組パーソナリティー
- ナイナイの世紀末イチ押し映像（2000年12月31日、日本テレビ）- MC
- ナイナイ年越しカウントダウンスペシャル（2001年12月31日 - 2005年12月31日、日本テレビ）
- ナイナイ・ニッポンが世界へ殴り込みSP!!（2002年9月20日、TBS）- 司会
- 爆笑問題&ナイナイの誰か司会して下さい!スペシャル!（2002年9月25日、日本テレビ）
- ナイナイ 奇跡の超魔術Mrオカックが大消滅スペシャル（2003年10月3日、日本テレビ）- 司会
- FNS27時間テレビ めちゃ2オキてるッ! 楽しくなければテレビじゃないじゃ〜ん!!（2004年7月24日・25日）- 総合司会
  - FNS27時間テレビ めちゃ2デジッてるッ! 笑顔になれなきゃテレビじゃないじゃ〜ん!!（2011年7月23日・24日）- 総合司会
  - FNS27時間テレビ めちゃ2ピンチってるッ! 1億2500万人の本気になれなきゃテレビじゃないじゃ〜ん!!（2015年7月25日・26日）- 総合司会
- DOORS（2005年9月19日 - 2009年12月28日、TBS）- 芸能人軍団 チームリーダー
- ナイナイクリスマス!!ブチ抜き4時間生放送 日本国民1億3千万がきよしこの夜しあわせにな〜れスペシャル!!（2006年12月24日、TBS）- MC
- 寿ナイナイの世界!行ったら思わず笑ってしまうとこスペシャル（2007年1月3日、日本テレビ）- MC
- ナイナイメモリー（2008年2月28日 - 10月23日、日本テレビ）- MC
- 新春!爆笑ヒットパレード（2009年1月1日 - 2024年1月1日、フジテレビ）- 総合司会[8]
- ナインティナインの伝説アスリートグランプリ（2009年4月12日、テレビ朝日）- MC
- バラエティーニュース キミハ・ブレイク「ナインティナインの超体感クイズ CARS -カーズ-」（2009年8月11日、TBS）- MC
- 記録よりも記憶に残るフジテレビの笑う50年 〜めちゃ2オボえてるッ!〜（2009年10月10日、フジテレビ）- MC
- ナイナイが大表彰! 国民的アニバーサリー大ヒット博覧会SP（2011年2月24日、日本テレビ）
- ナインティナインのいっちょまえ!（2011年10月8日、NHK総合）- MC
- おかっちM.C.THE MANZAI応援宣言!（2011年10月11日 - 12月23日、フジテレビ）- MC:岡村、VTR・優勝予想:矢部
  - おかっちラーメン（2012年10月27日、フジテレビ）- ラーメン屋の大将:岡村、客:矢部
- THE MANZAI（2011年12月17日 - 2014年12月14日、フジテレビ）- MC[8]
- ナイナイのお見合い大作戦!（2014年4月8日 - 2019年6月17日、TBS）- MC[8]
- ビートたけしのスポーツ大将 〜ナインティナインも参戦SP〜（2015年3月22日 - 2017年3月26日、テレビ朝日）- MC
- めざせ100%地球ギャラリーコレクターズ99（2017年6月4日、朝日放送）- MC
- サンバリュ（日本テレビ）
  - 動画甲子園（2017年12月17日）-  MC
  - ナインティナインの人生予習スゴロク（2025年7月13日）- 矢部:MC 岡村:予習者
- 人生の生前整理バラエティー あとはよろしくお願いします。（2018年12月28日、テレビ朝日）-  MC
- ナイナイのコツコツ人生館（2019年2月3日 - 2021年2月14日、東海テレビ）- MC
- PRODUCE 101 JAPAN（2019年9月26日、TBS）- 国民プロデューサー代表[9]
  - PRODUCE 101 JAPAN SEASON2（2021年6月13日、TBS）- 国民プロデューサー代表
- 行列のできる法律相談所（2019年11月17日、日本テレビ）- スペシャル所長
- 日本No.1の達人が限界に挑戦!ナイナイNOリミット （2020年1月18日、フジテレビ）- MC
- ナインティナインのシンデレラデート 〜あなたの最高の場所に連れてって〜（2020年3月26日、フジテレビ）- MC
- 天命ナインティナイン（2020年4月10日、テレビ朝日）- MC[10]
- ナイナイ・キンコン・シモフリのカコイチ恥ずい旅（2020年12月27日、フジテレビ）
- ナイナイDays（2021年1月3日、関西テレビ） - MC
- FNSラフ&ミュージック〜歌と笑いの祭典〜（2021年8月28日・29日、フジテレビ）- サポーター
  - FNSラフ&ミュージック2022〜歌と笑いの祭典〜（2022年9月10日・11日、フジテレビ）- サポーター
- 笑って年越したい!!笑う大晦日シリーズ（2021年12月31日 - 2023年12月31日、日本テレビ）- MC[8]
- ガチャガチャの言う通り!! 〜丸投げナインティナイン〜（2022年3月13日、フジテレビ） - MC
- 日バラ8「爆さまネプナイン」（2022年3月27日、フジテレビ）
- ナイナイ小芝がドッキリ脚本でお悩み解決 ウチの子ファンタジー（2023年1月3日、関西テレビ）- MC
- 24時間ナイナイアップデート!!（2023年6月15日、日本テレビ）
- パリオリンピック2024 開幕直前スペシャル（2024年7月26日、NHK総合） - 矢部∶司会・ 岡村∶パネラー
- サンバリュ「ナインティナインの人生予習スゴロク」（2025年7月13日、日本テレビ）- 矢部∶MC・岡村∶予習者[11]

### ラジオ
現在
- ナインティナインのオールナイトニッポン（(第1期)1994年4月 - 2014年9月、(第2期)2020年5月 - 、ニッポン放送系）

過去
- 吉本印天然ラジオ よしもとDAウー!（ラジオ大阪）
- ABCラジオパラダイス（1991年10月 - 1992年12月、ABCラジオ）

### インターネット配信
- ナインティナインのバチェラー大予想スペシャル!〜禁断の裏トーク〜（2017年12月15日、Amazonプライム・ビデオ・YouTube）
  - ナインティナインのバチェラー3 大予想スペシャル（2019年6月18日）
- バチェロレッテ・ジャパン（2020年10月9日 - 10月30日・2022年7月7日 - 7月28日、Amazonプライム・ビデオ） - 番組ナビゲーター
- 志村&鶴瓶のあぶない交遊録 大最終回スペシャル（2021年1月2日、ABEMA）
- 鶴瓶&ナイナイの体当たりカレンダー2022（2022年1月2日、ABEMA） - MC
  - 鶴瓶&ナイナイのちょっとあぶないお正月（2023年1月2日・2024年1月1日、ABEMA） - MC

### 映画
- ごんたくれ（1995年）
- 岸和田少年愚連隊（1996年）- 主演
- ラッシュアワー（1998年）- 字幕監修

### テレビドラマ
- OLヴィジュアル系（2001年4月13日、テレビ朝日）- 会社員 役

### 配信ドラマ
- 潜入捜査官 松下洸平 第1話（2023年9月5日、TVer） - 本人 役[12]

### テレビアニメ
- サザエさん（2004年7月25日・2011年7月24日・2015年7月26日、フジテレビ）- 本人 役

## 作品

### ライブ
毎年9月9日を「ナインティナインの日」と位置付け、2人の地元である大阪で毎年同日に『ナイナイライブ』と題し2005年まで開催されていた。詳細は『ナイナイライブ』を参照。

### イベント
「岡村隆史のオールナイトニッポン歌謡祭 in横浜アリーナ」（岡村のみ）2015年から2019年まで開催。
「ナインティナインのオールナイトニッポン歌謡祭 in横浜アリーナ」2021年-

### ゲーム
- 爆笑!! オール吉本クイズ王決定戦DX
- マカロニほうれん荘インタラクティブ（東芝EMI 1995年発売 3DO）- それぞれ森田和広（矢部）、沢松英二（岡村）役として出演。
- ファンキーヘッドボクサーズ（1997年発売 セガサターン）
- ナイナイの迷探偵（ナムコ、1999年発売 プレイステーション）

### CM
- 東洋水産『マルちゃんラーメン横丁』（吉本印天然素材）
- ポッカコーポレーション（吉本印天然素材）
- ジオス
- 明治製菓『アポロアイス』『プッカ』『きのこの山・たけのこの里』（ラジオCMは「ナインティナインのオールナイトニッポン」とのコラボ）
- UCC『UCCオリジナル』
- 日本中央競馬会（JRA）『GO!JRA Jockeyキャンペーン』
- 日清食品『どん兵衛』
- ポッカコーポレーション『DRIVER』
- マイクロソフト Xbox『ブリンクス・ザ・タイムスイーパー』
- 富士急ハイランド
- ナムコ 『子育てクイズ もっとマイエンジェル』
- ナムコ『ナイナイの迷探偵』
- パイオニア『レーザーディスクプレーヤー』(吉本印天然素材)
- サッポロビール『黒ラベル』、『ビバライフ』
- リクルート『フロムエー』
- 日本信販（NICOS、田村正和と共演）
- ケンタッキーフライドチキン
- アステル関西（奥菜恵と共演）
- 日産自動車『ウイングロード』（初代、江角マキコと共演）
- ポラロイド『JOYCAMヒッパレー』
- 任天堂『マリオパーティ7』（HOT MARIO BROS.、その他の企画内で岡村はマリオ、矢部はルイージに扮した。以下4つのCMも同様）
- 任天堂 『マリオカートDS』
- 任天堂 『マリオ&ルイージRPG2』
- 任天堂 『スーパーマリオストライカーズ』
- 任天堂 『マリオバスケ 3on3』
- 任天堂 『Wii Sports Resort』（HOT MARIO BROS.ではない出演）
- 東急不動産『CENTER FIELD 浦和美園』イメージキャラクター
- キリンビバレッジ 『NUDA』
- 日清食品『ラーメン屋さん』（岡村）
- ミツカン『手巻き寿司編』（以前、とんねるずが出演した時の「♪まいてまいて手巻きすし〜」のところがほぼ同じ）
- セガ『サカつくDS タッチandダイレクト』
- GREE『踊り子クリノッペ』『ブログ』（岡村）『ハコニワ』『ドリランド』（矢部）『釣りスタ』（両者だが別々）『ドラゴンコレクション』（両者）
- 富士重工業『ステラ』　岡村はトマール猿人、矢部は店員として出演。
- アサヒビール『麦焼酎 かのか』
- キリンビバレッジ『Mets COLA』
- BANDAI『たまごっちみーつ』
- NTTドコモ「ギガライト 控え室」篇 「ギガライト オーディション」篇 「星プロとライト ナインティナイン」篇/ ライトナインティナイン（江口洋介と橋本環奈と共演）（2019年）
- Dクリニック『薄毛治療』（2019年8月29日）

### CD
1. 『愛した人はバツイチ』 ナインティナイン with 清水ミチコ（1994年7月6日）[13]
2. 『めちゃイケCD Vol.1』（1997年9月1日）
3. 『想い出がいっぱい』 岡村隆史（映画『無問題』主題歌。H2O広東語カバー。1999年11月22日）
4. 『無問題2 - オリジナル・サウンドトラック』[14]（2002年1月23日）
5. 『スタンドバイミー』矢部浩之（デジタル・ダウンロード：2021年10月29日[15]／CD：2021年12月22日[16]）

### 書籍
1. 『ナインティナインのオールナイトニッ本 vol.1〜スキャンダル事件史 94-99年 永久保存版 大年表 少年ナイフ編〜』（ヨシモトブックス、2009年9月9日発売、税抜952円）[17]
2. 『ナインティナインのオールナイトニッ本 vol.2〜お台場激闘史!湾岸スキーヤー編〜』（ヨシモトブックス、2010年2月15日発売、税抜952円）[18]
3. 『ナインティナインのオールナイトニッ本 vol.3〜ナイナイと99人の女たち編』（ヨシモトブックス、2011年5月19日発売、税抜952円）[19]
4. 『ナインティナインのオールナイトニッ本 スペシャル〜ナイナイと99の超常現象編 金（vol.4G）』（ヨシモトブックス、2012年7月19日発売、税抜952円）[20]
5. 『ナインティナインのオールナイトニッ本 スペシャル〜ナイナイと99の超常現象編 銀（vol.4S）』（ヨシモトブックス、2012年7月19日発売、税抜952円）[21]
6. 『ナインティナインのオールナイトニッ本 vol.5〜有楽町絶体絶命史 05-07年 永久保存版 大年表 ホワイトナイト編〜』（ヨシモトブックス、2013年9月9日発売、税抜952円）[22]
7. 『ナインティナインのオールナイトニッ本 vol.6〜絶体絶命　岡村隆史 08-10年 永久保存版 大年表 エバーグリーン編〜』（ヨシモトブックス、2014年3月3日発売、税抜952円）[23]
8. 『ナインティナインの上京物語』黒澤裕美（大和書房）（2012年）[24]